# Sân bay Lashio
Sân bay Lashio (IATA: LSH, ICAO: VYLS) là một sân bay ở Lashio, Myanmar.  Sân bay Lashio có một đường cất hạ cánh chiều dài 1611 mét bề mặt nhựa đường.

## Các hãng hàng không và tuyến bay
- Myanmar Airways (Heho)
- Air Bagan (Heho, Yangon)